# Kepler-138
Kepler-138 é uma anã vermelha localizada na constelação Lyra, há 200 anos-luz da Terra. Ela está localizada no campo de visão do telescópio espacial Kepler.
Quatro planetas orbitam a estrela, sendo eles: Kepler-138b, Kepler-138c, Kepler-138d.  e Kepler-138e